# Hockey Series 2018-2019 (mannen)
De Hockey Series 2018-2019 voor mannen is de eerste editie van de hockeycompetitie. De competitie gaat van start in juni 2018 en eindigt in juni 2019. Via de competitie kunnen zes landen zich kwalificeren voor de play-offs voor de Olympische Spelen van 2020.

## Opzet
Alle landen die bij de FIH zijn aangesloten, behalve de negen deelnemers aan de Hockey Pro League, kunnen zich inschrijven. Alle landen starten in de eerste ronde, de Hockey Series Open, behalve de negen beste landen volgens de wereldranglijst van 9 juni 2017. Die landen zijn direct geplaatst voor de tweede ronde; de Hockey Series Finals.
Ten minste 15 landen plaatsen zich via de Series Open voor de Series Finals via een van de negen toernooien. De 24 landen die in de Series Finals spelen, worden ingedeeld in drie groepen van acht. De beste twee landen per groep plaatsen zich voor de play-offs.

### Hockey Series Open
| Data                           | Locatie             | Teams                                                        | Aantal plaatsen in Finals | Geplaatst voor Finals     |
| ------------------------------ | ------------------- | ------------------------------------------------------------ | ------------------------- | ------------------------- |
| 5–10 juni 2018                 | Mexico, Salamanca   | Costa Rica Mexico Panama Puerto Rico Verenigde Staten        | 2                         | Verenigde Staten Mexico   |
| 23 juni – 1 juli 2018          | Singapore           | Chinees Taipei Hongkong Indonesië Myanmar Singapore Thailand | 1                         | Singapore                 |
| 25–30 juni 2018                | Kroatië, Zagreb     | Kroatië Oostenrijk Slowakije Wales Zwitserland               | 2                         | Oostenrijk Wales          |
| 15–18 augustus 2018            | Vanuatu, Port Vila  | Fiji Salomonseilanden Tonga Vanuatu                          | 1                         | Vanuatu***                |
| 28 augustus – 2 september 2018 | Polen, Gniezno      | Cyprus Italië Litouwen Oekraïne Polen Tsjechië               | 2                         | Polen Italië              |
| 4–9 september 2018             | Portugal, Lousada   | Gibraltar Portugal Rusland Schotland Turkije Wit-Rusland     | 2                         | Rusland Schotland         |
| 18–23 september 2018           | Chili, Santiago     | Bolivia Brazilië Chili Peru Uruguay Venezuela                | 2                         | Chili Brazilië            |
| 25–30 september 2018*          | Pakistan, Lahore    | Afghanistan Bangladesh Kazachstan Oman Qatar Sri Lanka       | 2                         | geannuleerd               |
| 7–9 december 2018              | Zimbabwe, Bulawayo  | Egypte Namibië Zambia Zimbabwe                               | 1                         | Egypte                    |
| 17–22 december 2018*           | Pakistan, Lahore    | Afghanistan Kazachstan Nepal Oezbekistan                     | 1                         | Oezbekistan               |
| Aangewezen door FIH            | Aangewezen door FIH | Aangewezen door FIH                                          | 2                         | Oekraïne** Wit-Rusland*** |
| Totaal                         | Totaal              | Totaal                                                       | 15                        |                           |

* Het toernooi zou eerst van 25-30 september worden gehouden, maar volgens de Pakistaanse hockeybond weigerden Oman, Qatar en Sri Lanka om financiële redenen en diverse landen weigerden toen naar Pakistan af te reizen. Een andere bron gaf aan dat alleen Kazachstan aan de start zou staan omdat ook Afghanistan en Bangladesh verstek zouden laten gaan en dat naast financiële ook veiligheidsredenen werden aangehaald.
** Oekraïne werd geselecteerd als land dat het hoogste stond op de wereldranglijst maar zich niet via de Open-Series wist te plaatsen

*** Vanuatu trok zich terug. De FIH wees Wit-Rusland als vervanger aan.

### Hockey Series Finals
Vierentwintig landen spelen in de Hockey Series Finals. Ze zijn in drie groepen verdeeld. Rechtstreeks geplaatst zijn de beste negen landen van de wereldranglijst die niet meedoen aan de Hockey Pro League. De overige 15 landen plaatsten zich van de Hockey Open Series. De beste twee van elke groep plaatsen zich voor de olympische play-off. Wanneer Japan (direct geplaatst als gastland), Schotland of Wales (olympische kwalificatie voor Groot-Brittannië loopt via het Engelse team) bij de eerste twee eindigen, wordt de vrijgekomen plek op basis van de wereldranglijst van september 2019 ingevuld.
| Data                  | Locatie                | Gekwalificeerde teams        | Gekwalificeerde teams                             | Aantal plaatsen in play-off | Gekwalificeerd voor play-off |
| Data                  | Locatie                | Via ranglijst                | Via Open Series                                   | Aantal plaatsen in play-off | Gekwalificeerd voor play-off |
| --------------------- | ---------------------- | ---------------------------- | ------------------------------------------------- | --------------------------- | ---------------------------- |
| 23 april - 1 mei 2019 | Maleisië, Kuala Lumpur | Canada China Maleisië        | Brazilië Italië Oostenrijk Wales Wit-Rusland      | 2                           | Canada Maleisië              |
| 6-16 juni 2019        | Indonesië, Bhubaneswar | India Japan Zuid-Afrika      | Mexico Oezbekistan Polen Rusland Verenigde Staten | 2                           | India Zuid-Afrika            |
| 15-23 juni 2019       | Frankrijk, Le Touquet  | Frankrijk Ierland Zuid-Korea | Chili Egypte Oekraïne Schotland Singapore         | 2                           | Frankrijk Ierland            |
| Totaal                | Totaal                 | Totaal                       | Totaal                                            | 6                           |                              |

Mannen:
Series Open ·
Series Finals
Vrouwen:
Series Open ·
Series Finals